# Marvin Opler
Marvin Kaufmann Opler (Buffalo, New York, 13 de junio de 1914 - 3 de enero de 1981) fue un antropólogo y psicólogo social estadounidense. Se le conoce fundamentalmente por sus investigaciones en el seno del Midtown Community Mental Health Research Study, en Nueva York, donde ingresó en 1952. Su trabajo fue un punto de referencia que indicó la existencia de amplios niveles de estrés inducidos por la vida urbana, y que también contribuyó al desarrollo de una floreciente psiquiatría social en los años 1950.
Marvin Opler también estudió a los nativos norteamericanos, en ocasiones junto a su hermano Morris Edward Opler.

## Educación
Opler asistió el University at Buffalo de 1931 a 1934 y el University of Michigan a 1935.  Él recibió un PhD de Columbia University en 1938. 
- Datos: Q3373473